# Liste de personnalités du football décédées en 2016
Cet article présente une liste de personnalités du monde du football décédées au cours de l'année 2016.
Plus d'informations : Liste exhaustive de personnalités du football décédées en 2016.

## Janvier
- 2 janvier : décès à 88 ans d'Émile Daniel, joueur puis entraîneur français[1].
- 2 janvier : décès à 92 ans d'Armand Libérati, joueur français ayant remporté le championnat de France 1948[2].
- 4 janvier : décès à 69 ans de John Roberts, international gallois ayant remporté le Championnat d'Angleterre 1971[3].
- 7 janvier : décès à 45 ans de Sergueï Choustikov, joueur russe ayant remporté la Coupe de Russie 1993[4].
- 9 janvier : décès à 57 ans de José María Rivas, international salvadorien.
- 10 janvier : décès à 87 ans de Kalevi Lehtovirta, international finlandais.
- 15 janvier : décès à 72 ans de Manuel Velázquez, international espagnol ayant remporté la Coupe d'Europe des clubs champions 1966, 6 Championnat d'Espagne et 3 Coupes d'Espagne[5].
- 19 janvier : décès à 43 ans de Joachim Fernandez, joueur franco-sénégalais[6].
- 22 janvier : décès à 73 ans de Homayoon Behzadi, international iranien ayant remporté 2 Coupe d'Asie des nations et 2 Championnat d'Iran devenu entraîneur[7].
- 26 janvier : décès à 79 ans de Ray Pointer, international anglais ayant remporté le Championnat d'Angleterre 1960[8].

## Février
- 1er février : décès à 84 ans d'Ali Beratlıgil, international turc devenu entraîneur[9].
- 1er février : décès à 84 ans de Miguel Gutiérrez Gutiérrez, international mexicain ayant remporté le Championnat du Mexique 1956 et 2 Coupe du Mexique[10].
- 2 février : décès à 59 ans de Regino Delgado, international cubain ayant remporté 7 Championnat de Cuba[11].
- 3 février : décès à 85 ans de Suat Mamat, international turc ayant remporté 4 Championnat de Turquie et la Coupe de Turquie 1963 devenu entraîneur[12].
- 4 février : décès à 74 ans de David Sloan, international nord-irlandais[13].
- 10 février : décès à 84 ans d'Anatoli Iline, international soviétique ayant remporté la médaille d'or aux Jeux olympiques 1956, 5 Championnat d'URSS et 2 Coupe d'URSS[14].
- 10 février : décès à 86 ans d'Eliseo Prado, international argentin ayant remporté 5 Championnat d'Argentine[15].
- 10 février : décès à 88 ans de Günter Schröter, international est-allemand ayant remporté le Championnat de RDA 1953 et la Coupe de RDA 1952 devenu entraineur[16].
- 11 février : décès à 72 ans de Juan Martín Mujica, international uruguayen ayant remporté comme joueur la Coupe intercontinentale 1971, la Copa Libertadores en 1971 et 4 Championnat d'Uruguay puis comme entraîneur la Coupe intercontinentale 1980, la Copa Libertadores en 1980, le Championnat d'Uruguay 1980 et le Championnat du Salvador 2004[17].
- 12 février : décès à 62 ans de Dominique D'Onofrio, joueur italien puis entraîneur ayant remporté la Coupe de Belgique 2011[18].
- 13 février : décès à 37 ans d'Artyom Bezrodny, international russe ayant remporté 4 Championnat de Russie[19].
- 13 février : décès à 50 ans de Trifon Ivanov, international bulgare ayant remporté 3 Championnat de Bulgarie, la Coupe de Bulgarie 1989 et le Championnat d'Autriche 1996[20].
- 13 février : décès à 76 ans de Giorgio Rossano, joueur italien ayant remporté la Coupe des clubs champions 1963, le Championnat d'Italie 1960 et la Coupe d'Italie 1960[21].
- 13 février : décès à 69 ans de Slobodan Santrač, international yougoslave puis entraîneur et sélectionneur de l'équipe d'Arabie saoudite et l'équipe de Macédoine[22].
- 15 février : décès à 58 ans de Fighton Simukonda, international zambien ayant remporté 5 Championnat de Zambie devenu entraîneur remportant 3 Championnat de Zambie. Il fut également sélectionneur de son pays[23].
- 16 février : décès à 76 ans d'Edmond Biernat, joueur français ayant remporté 2 Championnat de France[24].
- 19 février : décès à 82 ans de Freddie Goodwin, joueur anglais ayant remporté 2 championnat d'Angleterre puis devenu entraîneur[25].
- 20 février : décès à 83 ans de Muhamed Mujić, international yougoslave devenu entraîneur[26].
- 20 février : décès à 76 ans de Nando Yosu, joueur espagnol ayant remporté 2 Coupe des villes de foires devenu entraîneur[27].
- 24 février : décès à 97 ans de Rafael Iriondo, international espagnol ayant remporté le Championnat d'Espagne 1943 et 4 Coupe d'Espagne devenu entraîneur[28].
- 24 février : décès à 83 ans de Jean Saupin, joueur puis entraîneur français[29].
- 28 février : décès à 81 ans de Raúl Sánchez, international chilien ayant remporté le Championnat du Chili 1958 et 2 Coupe du Chili[30].
- 29 février : décès à 90 ans de José Parra Martínez, international espagnol[31].
- 29 février : décès à 73 ans de Hannes Löhr, international ouest-allemand ayant remporté comme joueur le Champion d'Europe des Nations 1972, le Champion de RFA 1978, 3 Coupe de RFA puis comme sélectionneur la médaille de bronze aux Jeux olympiques 1988[32].

## Mars
- 1er mars : décès à 64 ans d'Ítalo Estupiñán, international équatorien ayant remporté la Coupe des champions de la CONCACAF 1977, la Copa Interamericana 1977, le Championnat d'Équateur 1973 et 2 Championnat du Mexique[33].
- 2 mars : décès à 68 ans d'Allan Michaelsen, international danois ayant remporté le Championnat du Danemark en 1969 devenu entraîneur[34].
- 5 mars : décès à 89 ans de Pancho Gonzalez, joueur franco-argentin ayant remporté 3 Championnat de France et 2 Coupe de France devevu entraîneur et sélectionneur de Côte d'Ivoire, du Gabon et de Madagascar[35].
- 7 mars : décès à 75 ans de Béla Kuhárszki, international hongrois ayant remporté le Championnat de Hongrie 1960[36].
- 10 mars : décès à 73 ans de Roberto Perfumo international argentin ayant remporté la Coupe intercontinentale 1967[37].
- 11 mars : décès à 79 ans de Billy Ritchie, international écossais ayant remporté 2 Championnat d'Écosse et 4 Coupe d'Écosse[38].
- 14 mars : décès à 92 ans de Davy Walsh, international irlandais ayant remporté 2 Coupe d'Irlande[39].
- 19 mars : décès à 85 ans de José Luis Artetxe, international espagnol ayant remporté le Championnat d'Espagne 1956 et 3 Coupe d'Espagne[40].
- 22 mars : décès à 74 ans de Jean Cornelis, international belge ayant remporté la Coupe des villes de foires 1970, 7 Championnat de Belgique et la Coupe de Belgique 1965 devenu entraîneur[41].
- 24 mars : décès à 68 ans de Johan Cruyff, international néerlandais ayant remporté comme joueur la Coupe intercontinentale 1972, 3 Coupe d'Europe des Clubs Champions, 9 Championnat des Pays-Bas, 6 Coupe des Pays-Bas, le Championnat d'Espagne 1974, la Coupe d'Espagne 1978 et comme entraîneur la Coupe d'Europe des Clubs Champions 1992, 2 Coupe d'Europe des Vainqueurs de Coupes, le Championnat des Pays-Bas 1985, 2 Coupe des Pays-Bas, 4 Championnat d'Espagne et la Coupe d'Espagne 1990[42].
- 25 mars : décès à 86 ans de Raúl Cárdenas, international mexicain, entraineur ayant remporté 5 championnat du Mexique et sélectionneur de son pays[43].
- 31 mars : décès à 83 ans d'Aníbal Alzate, international colombien[44].
- 31 mars : décès à 80 ans d'Amaury Epaminondas, joueur brésilien[45].
- 31 mars : décès à 72 ans de Daniel Guici, joueur français[46].
- 31 mars : décès à 78 ans de Fernando Mamede Mendes, international portugais ayant remporté la Coupe des coupes 1964, 3 Championnat du Portugal, la Coupe du Portugal 1963 devenu entraîneur[47].

## Avril
- 2 avril : décès à 78 ans de László Sárosi, international hongrois ayant remporté 5 Championnat de Hongrie et la Coupe de Hongrie 1955 devenu entraîneur[48].
- 3 avril : décès à 84 ans de Cesare Maldini, international italien ayant remporté la Coupe d'Europe des Clubs Champions 1963, 4 Championnat d'Italie puis comme entraîneur la Coupe d'Europe des Vainqueurs de Coupe 1973, la Coupe d'Italie 1973 et sélectionneur de l'Italie et du Paraguay[49].
- 4 avril : décès à 71 ans de Georgi Hristakiev, international bulgare[50].
- 12 avril : décès à 71 ans de Pedro de Felipe, international espagnol ayant remporté la Coupe des clubs champions 1966, 5 championnat d'Espagne et la Coupe d'Espagne 1970[51].
- 12 avril : décès à 91 ans de Quique Martín, joueur espagnol ayant remporté 3 championnat d'Espagne et la Coupe d'Espagne 1954[52].
- 14 avril : décès à 83 ans de Léon Nollet, joueur puis entraîneur Belge[53].
- 16 avril : décès à 75 ans de Louis Pilot, international luxembougeois ayant remporté 4 Championnat de Belgique et 2 Coupe de Belgique devenu entraîneur et sélectionneur de son pays[54].
- 18 avril : décès à 87 ans de Fritz Herkenrath, international ouest-allemand ayant remporté le Championnat de RFA 1955 et la Coupe de RFA 1953[55].
- 18 avril : décès à 73 ans de Zoltán Szarka, joueur hongrois ayant remporté la médaille d'or aux Jeux olympiques 1968[56].
- 25 avril : décès à 71 ans de Dumitru Antonescu, international roumain[57].

## Mai
- 6 mai : décès à 26 ans de Patrick Ekeng, international camerounais[58].
- 6 mai : décès à 83 ans de Larry Pinto de Faria, international brésilien[59].
- 6 mai : décès à 71 ans de Nico de Bree, joueur néerlandais ayant remporté la Coupe des vainqueurs de coupe 1978 et le championnat de Belgique 1975[60].
- 12 mai : décès à 91 ans de Georges Sesia, international français ayant remporté la Coupe de France 1944[61].
- 13 mai : décès à 84 ans d'Alphonse Le Gall, joueur français[62].
- 14 mai : décès à 83 ans de John Coyle, joueur écossais ayant remporté la Coupe d'Écosse 1958[63].
- 14 mai : décès à 81 ans d'Engelbert Kraus, international ouest-allemand ayant remporté la Coupe d'Allemagne 1964[64].
- 18 mai : décès à 79 ans de Pantaleón, joueur espagnol ayant remporté la Coupe des clubs champions 1960[65].
- 22 mai : décès à 77 ans de Velimir Sombolac, international yougoslave ayant remporté la médaille d'or aux Jeux olympiques 1960 et 3 Championnat de Yougoslavie[66].
- 26 mai : décès à 76 ans de Ted Dumitru, joueur roumain puis entraîneur ayant remporté 4 Championnat d'Afrique du Sud, la Coupe d'Afrique du Sud 1987 et sélectionneur de la Gambie, Eswatini, Nanibie et Afrique du Sud[67].
- 29 mai : décès à 66 ans de Jacky Receveur, joueur français[68].

## Juin
- 2 juin : décès à 74 ans d'Abderrahmane Meziani, international algérien ayant remporté le Championnat d'Algérie 1963[69].
- 6 juin : décès à 83 ans d'Erich Linemayr, arbitre international autrichien[70].
- 7 juin : décès à 84 ans de Johnny Brooks, international anglais[71].
- 7 juin : décès à 39 ans de Didargylyç Urazow, international turkmène ayant remporté 6 Championnat du Turkménistan, 2 Coupe du Turkménistan et la Coupe du Kazakhstan en 2007[72].
- 8 juin : décès à 54 ans de Stephen Keshi, international nigérian ayant remporté comme joueur la Coupe d'Afrique des Nations 1994, le Championnat de Belgique 1991, 2 Coupe de Belgique, le Championnat de Côte d'Ivoire1986, la Coupe de Côte d'Ivoire1986 puis fut sélectionneur du Togo, Mali et le Nigéria avec qui il remporta la Coupe d'Afrique des Nations 2013[73].
- 10 juin : décès à 58 ans de Shaibu Amodu, joueur nigérian, entraîneur ayant remporté la Coupe d'Afrique des vainqueurs de coupe 1990, le Championnat du Nigeria 1994, 5 Coupe du Nigeria puis sélectionneur de son pays[74].
- 12 juin : décès à 82 ans d'Alfonso Portugal, joueur puis entraîneur mexicain[75].
- 16 juin : décès à 65 ans de Luděk Macela, international tchécoslovaque ayant remporté 3 Championnat de Tchécoslovaquie et la Coupe de Tchécoslovaquie 1982[76].
- 21 juin : décès à 60 ans de Henri Orlandini, joueur puis entraîneur français[77].
- 25 juin : décès à 82 ans de Gérard Bourbotte, joueur français ayant remporté le Championnat de France 1954 et 2 Coupe de France[78].

## Juillet
- 7 juillet : décès à 84 ans de Turgay Şeren, international turc ayant remporté 2 Championnat de Turquie et 4 Coupe de Turquie devenu entraîneur[79].
- 10 juillet : décès à 84 ans d'Anatoli Isayev, international soviétique ayant remporté la médaille d'or aux Jeux olympiques 1956, 4 Championnat d'URSS et la Coupe d'URSS 1958 devenu entraîneur[80].
- 11 juillet : décès à 89 ans de Kurt Svensson, international suédois[81].
- 11 juillet : décès à 78 ans de Robert Philippe, joueur français ayant remporté le Championnat de France 1967 devenu entraîneur[82].
- 14 juillet : décès à 91 ans d'Atilio López, international paraguayen ayant remporté la Copa América 1953, le Championnat du Paraguay 1949 et le Championnat équatorien 1959 devenu entraîneur[83].
- 20 juillet : décès à 83 ans de Peter Velhorn, joueur allemand ayant remporté la Coupe d'Allemagne 1957 devenu entraîneur[84].
- 25 juillet : décès à  ans d'Artur Correia, international portugais ayant remporté 6 Championnat du Portugal et 2 Coupe du Portugal[85].
- 25 juillet : décès à 92 ans de Bülent Eken, international turc[86].
- 25 juillet : décès à 88 ans de Máximo Mosquera, international péruvien ayant remporté 5 Championnat du Pérou devenu entraîneur[87].
- 28 juillet : décès à 77 ans d'Émile Grosshans, joueur français[88].
- 31 juillet : décès à 28 ans de Destin Onka, international congolais[89].

## Août
- 3 août : décès à 96 ans de Maurice Sellin, joueur français[90].
- 4 août : décès à 58 ans de Charles Toubé, international camerounais ayant remporté 2 Coupe des clubs champions africains, la Coupe d'Afrique des vainqueurs de coupe 1979, 3 Championnat du Cameroun et la Coupe du Cameroun 1978[91].
- 7 août : décès à 78 ans de Pierre Bangoura, international guinéen devbenu entraîneur[92].
- 13 août : décès à 83 ans de Liam Tuohy, international irlandais ayant remporté 4 Championnat d'Irlande et 8 Coupe d'Irlande devenu entraîneur[93].
- 15 août : décès à 48 ans de Dalian Atkinson, joueur anglais[94].
- 18 août : décès à 84 ans de Jacques Legrand, joueur puis entraîneur français[95].
- 18 août : décès à 80 ans d'Yves Moknachi, joueur puis entraîneur[96].
- 26 août : décès à 82 ans de Jiří Tichý, international tchécoslovaque ayant remporté 3 Championnat de Tchécoslovaquie et la Coupe de Tchécoslovaquie de 1964[97].
- 27 août : décès à 71 ans d'Alcindo, international brésilien ayant remporté le Championnat du Mexique 1976[98].
- 30 août : décès à 70 ans de Josip Bukal, international yougoslave ayant remporté le championnat de Yougoslavie 1972 devenu entraîneur[99].

## Septembre
- 3 septembre : décès à 69 ans de Miguel Ángel Bustillo, international espagnol ayant remporté la Coupe d'Espagne 1971[100].
- 3 septembre : décès à 74 ans de Nené, joueur brésilien ayant remporté la Coupe intercontinentale 1962, 2 Copa Libertadores, le Championnat d'Italie 1970 devenu entraîneur[101].
- 6 septembre : décès à 67 ans de Zvonko Ivezić, international yougoslave[102].
- 9 septembre : décès à 67 ans de James Siang'a, international kenyan devenu entraîneur et sélectionneur de la Tanzanie et de son pays[103].
- 11 septembre : décès à 34 ans de Ben Idrissa Derme, international burkinabé ayant remporté 4 Championnat de Moldavie et 2 Coupe de Moldavie[104].
- 13 septembre : décès à 87 ans d'Ottavio Bugatti, international italien ayant remporté 2 Championnat d'Italie[105].
- 17 septembre : décès à 86 ans de Sigge Parling, international suédois[106].
- 23 septembre : décès à 78 ans de Marcel Artelesa, international français ayant remporté le Championnat de France 1963 et la Coupe de France 1963[107].
- 23 septembre : décès à 86 ans d'Yngve Brodd, international suédois ayant remporté la médaille de bronze aux Jeux olympiques 1952 devenu entraîneur[108].
- 23 septembre : décès à 86 ans de Joaquín Tejedor, joueur espagnol ayant remporté le Championnat d'Espagne 1952 et 2 Coupe d'Espagne[109].
- 24 septembre : décès à 81 ans de Mel Charles, international gallois ayant remporté 2 Coupe du pays de Galles[110].
- 24 septembre : décès à 37 ans de Vladimir Kouzmitchev, joueur russe[111].
- 25 septembre : décès à 57 ans de René Marsiglia, joueur puis entraîneur français[112].
- 26 septembre : décès à 89 ans de Jackie Sewell, international anglais puis international zambien[113].
- 28 septembre : décès à 86 ans de Seamus Dunne, international irlandais[114].
- 28 septembre : décès à 70 ans de Werner Friese, joueur est-allemand ayant remporté la Coupe d'Allemagne de l'Est 1976[115].
- 30 septembre : décès à 41 ans de Jihad Qassab, international syrien ayant remporté 3 Championnat de Syrie et 2 Coupe de Syrie[116].

## Octobre
- 1er octobre : décès à 89 ans de Paul Frantz, joueur puis entraîneur français ayant remporté la Coupe de France 1966

.
- 1er octobre : décès à 82 ans de David Herd, international écossais ayant remporté 2 Championnat d'Angleterre et la Coupe d'Angleterre en 1963 devenu entraîneur[118].
- 1er octobre : décès à 89 ans d'Erol Keskin, international turc[119].
- 3 octobre : décès à 86 ans de Mário Wilson, joueur portugais ayant remporté le Championnat du Portugal 1951 devenu entraîneur et sélectionneur de son pays[120].
- 4 octobre : décès à 50 ans de Fabrice Asensio, joueur français[121].
- 4 octobre : décès à 78 ans de Fred Osam-Duodu, ghanéen, sélectionneur de son pays ayant remporté la  CAN 1978[122].
- 7 octobre : décès à 89 ans de Giovanni Campari, joueur italien puis entraîneur et sélectionneur de Cuba[123].
- 7 octobre : décès à 36 ans de Gonzalo Peralta, joueur argentin[124].
- 8 octobre : décès à 83 ans de Guillaume Bieganski, international français ayant remporté le Championnat de France en 1954 et 2 Coupe de France[125].
- 8 octobre : décès à 59 ans de Luc Mbassi, international camerounais ayant remporté la Coupe d'Afrique des Nations 1984[126].
- 13 octobre : décès à 89 ans de Primo Sentimenti, joueur italien[127].
- 17 octobre : décès à 62 ans de Christophe Sagna, international sénégalais[128].
- 17 octobre : décès à 55 ans de Rémy Vogel, international français ayant remporté 2 Championnat de France[129].
- 18 octobre : décès à 88 ans de Jack Braun, joueur français[130].
- 18 octobre : décès à 71 ans de Gary Sprake, international gallois ayant remporté 2 Coupe des villes de foires, le Championnat d'Angleterre 1969 et la Coupe d'Angleterre 1972[131].
- 19 octobre : décès à 76 ans de Luis María Echeberría, international espagnol ayant remporté le Championnat d'Europe 1964 et la Coupe d'Espagne 1969[132].
- 19 octobre : décès à 91 ans de Sammy Smyth, international nord-irlandais ayant remporté la Coupe d'Angleterre 1949 et la Coupe d'Irlande du Nord 1946[133].
- 21 octobre : décès à 63 ans de Joël Battaglione, joueur français[134].
- 21 octobre : décès à 79 ans de Michel Polrot, joueur puis entraineur français[135].
- 21 octobre : décès à 74 ans de Constantin Frățilă, international roumain ayant remporté 5 Championnat de Roumanie, 2 Coupe de Roumanie et la Coupe de Chypre 1974[136].
- 24 octobre : décès à 64 ans de Reinhard Häfner, international est-allemand ayant remporté la Médaille d'or aux Jeux 1952olympiques de 1976 et la Médaille de bronze aux Jeux olympiques de 1972 devenu entraîneur[137].
- 25 octobre : décès à 72 ans de Carlos Alberto Torres, international brésilien ayant remporté la Coupe du monde 1970 et comme entraîneur la Copa CONMEBOL 1993 et sélectionneur de l'Aerbaidjan[138].
- 26 octobre : décès à 55 ans d'Ali Hussein, international irakien[139].
- 27 octobre : décès à 95 ans de Jean Belver, international français ayant remporté 2 Championnat de France et la Coupe de France 1952[140].
- 27 octobre : décès à 19 ans de Fatim Jawara, internationale gambienne[141].

## Novembre
- 1er novembre : décès à 80 ans de Sverre Andersen, international norvégien ayant remporté comme joueur le Championnat de Norvège 1958, 2 Coupe de Norvège et comme entraîneur le Champion de Norvège 1973[142].
- 2 novembre : décès à 72 ans de Fodil Oulkhiar, international algérien[143].
- 2 novembre : décès à 82 ans de Martin Lippens, international belge ayant remporté 7 Championnat de Belgique devenu entraîneur[144].
- 2 novembre : décès à 74 ans de Jean-Marie Trappeniers, international belge ayant remporté 6 Championnat de Belgique[145].
- 9 novembre : décès à 82 ans de Kazimír Gajdoš, international tchécoslovaque[146].
- 9 novembre : décès à 69 ans de Gérard Tonnel, joueur français devenu entraîneur[147].
- 11 novembre : décès à 91 ans de Željko Čajkovski, international yougoslave ayant remporté la médaille d'argent aux Jeux olympiques 1948, 2 Championnat de Yougoslavie et la Coupe de Yougoslavie 1951 devenu entraîneur[148].
- 11 novembre : décès à 81 ans d'Alfred Schmidt, international ouest-allemand ayant remporté comme joueur la Coupe d'Europe des vainqueurs de coupe 1966, 2 Championnat d'Allemagne, la Coupe d'Allemagne 1965 puis comme entraîneur la Coupe d'Allemagne 1970[149].
- 13 novembre : décès à 69 ans de Laurent Pokou, international ivoirien  ayant remporté 4 championnat de Côte d'Ivoire et 6 Coupe de Côte d'Ivoire devenu entraîneur[150].
- 15 novembre : décès à 79 ans de Ray Brady, international irlandais[151].
- 15 novembre : décès à 60 ans de Bobby Campbell, international nord-irlandais[152].
- 16 novembre : décès à 83 ans de Len Allchurch, international gallois ayant remporté la Coupe du pays de Galles 1961[153].
- 16 novembre : décès à 44 ans de Daniel Prodan, international roumain ayant remporté 5 Championnat de Roumanie et 2 Coupe de Roumanie[154].
- 16 novembre : décès à 79 ans de Guillaume Raskin, international belge ayant remporté 2 Coupe de Belgique[155].
- 18 novembre : décès à 78 ans d'Armando Tobar, international chilien[156].
- 19 novembre : décès à 70 ou 75 ans de Raymond Fobete, camerounais, ancien sélectionneur de son pays[157].
- 20 novembre : décès à 32 ans de Gabriel Badilla, international costaricien ayant remporté la Coupe des champions de la CONCACAF 2005 et le Championnat du Costa Rica 2004[158].
- 20 novembre : décès à 90 ans de René Vignal, international français ayant remporté la Coupe de France 1949[159].
- 21 novembre : décès à 77 ans de Claudio Lostaunau, international péruvien ayant remporté comme joueur le Championnat du Mexique 1967 et comme entraîneur la Coupe du Mexique 1975[160].
- 21 novembre : décès à 92 ans de Matthias Mauritz, international allemand[161].
- 26 novembre : décès à 75 ans de David Provan, international écossais ayant remporté 1 Championnat d'Écosse, 3 Coupes d'Écosse devenu entraîneur[162].
- 28 novembre : décès à 21 ans de Matheus Biteco, joueur brésilien[163].
- 28 novembre : décès à 26 ans de Lucas Gomes, joueur brésilien[163].
- 28 novembre : décès à 34 ans de Kempes, joueur brésilien[164].
- 28 novembre : décès à 25 ans de Marcelo, joueur brésilien[164].
- 28 novembre : décès à 22 ans de Tiaguinho, joueur brésilien[164].
- 28 novembre : décès à 35 ans de Cléber Santana, joueur brésilien[165].
- 28 novembre : décès à 30 ans de Thiego, joueur brésilien[166].
- 29 novembre : décès à 31 ans de Danilo, joueur brésilien[167].

## Décembre
- 2 décembre : décès à 69 ans de Pierre Rochcongar, médecin du sport français.
- 10 décembre : décès à 79 ans de Peter Brabrook, international anglais ayant remporté la Coupe d'Europe des Vainqueurs de Coupe 1965, le Championnat d'Angleterre 1955 et la Coupe d'Angleterre 1964[168].
- 13 décembre : décès à 78 ans d'Abdelkader Ghalem, international tunisien et algérien ayant remporté le Championnat d'Algérie 1972 et la Coupe d'Algérie 1971[169].
- 14 décembre : décès à 91 ans de Fosco Becattini, international italien[170].
- 14 décembre : décès à 89 ans de Claude Prosdocimi, joueur français ayant remporté le Championnat de France 1955 devenu entraîneur[171].
- 18 décembre : décès à 75 ans d'Eddie Bailham, international irlandais ayant remporté le Championnat d'Irlande 1964 et 2 Coupe d'Irlande[172].
- 19 décembre : décès à 71 ans de Fidel Uriarte, international espagnol ayant remporté 2 Coupe d'Espagne devenu entraîneur[173].
- 29 décembre : décès à 80 ans de Néstor Gonçálves, international uruguayen ayant remporté 2 Coupe intercontinentale, 3 Copa Libertadores et 9 Championnat d'Uruguay[174].
- 29 décembre : décès à 88 ans de Lucien Schaeffer, joueur français ayant remporté la Coupe de France 1951[175].
- 30 décembre : décès à 89 ans de Mohamed Diab Al Attar, international égyptien devenu arbitre[176].